# Vela ai Giochi della XXIX Olimpiade - 470 maschile
Le gare di vela della classe 470 maschile valide per la XXIX Olimpiade si sono svolte dall'11 al 18 agosto 2008 a Qingdao nella Qingdao International Sailing Centre. Hanno partecipato alla competizione 29 equipaggi.
I punti sono stati assegnati in base alle posizioni finali in ciascuna regata (1 al primo, 2 al secondo etc.). Sono stati considerati i migliori 9 punteggi delle dieci regate di qualificazione, e ciascun equipaggio ha potuto scartare il punteggio più alto. I 10 equipaggi con il punteggio più basso hanno gareggiato in un'ultima regata, chiamata "Medal Race" in cui il punteggio valeva doppio e andava a sommarsi a quello delle 9 regate di qualificazione.
In caso di squalifica, o di mancata partenza per una regata, all'equipaggio venivano assegnati 28 punti per quella regata (21 nell'ultima) ovvero uno in più di quanti ne avrebbe avuto se si fosse classificata ultimo.

## Medaglie
| Posizione | Atleta                                | Paese       |
| --------- | ------------------------------------- | ----------- |
|           | Nathan Wilmot e Malcolm Page          | Australia   |
|           | Nick Rogers e Joe Glanfield           | Regno Unito |
|           | Nicolas Charbonnier e Olivier Bausset | Francia     |

## Risultati
| Pos. | Atleta                                            | Regata | Regata | Regata | Regata | Regata | Regata | Regata | Regata | Regata | Regata | Regata     |                      | Punteggio |
| Pos. | Atleta                                            | 1      | 2      | 3      | 4      | 5      | 6      | 7      | 8      | 9      | 10     | Medal Race |                      | Punteggio |
| ---- | ------------------------------------------------- | ------ | ------ | ------ | ------ | ------ | ------ | ------ | ------ | ------ | ------ | ---------- | -------------------- | --------- |
|      | Australia Nathan Wilmot Malcolm Page              | 4      | 7      | 3      | 3      | 3      | 4      | 5      | 16     | 3      | 10     | 2          | 44                   |           |
|      | Regno Unito Nick Rogers Joe Glanfield             | 19     | 5      | 1      | 4      | 9      | 6      | 20     | OCS    | 2      | 3      | 6          | 75                   |           |
|      | Francia Nicolas Charbonnier Olivier Bausset       | 6      | 3      | 8      | 1      | 6      | 18     | 3      | 14     | 7      | 20     | 12         | 78                   |           |
| 4    | Paesi Bassi Sven Coster Kalle Coster              | 11     | 15     | 12     | 2      | 8      | 15     | 2      | 8      | 4      | 2      | 14         | 78                   |           |
| 5    | Spagna Onán Barreiros Aarón Sarmiento             | 8      | 2      | 6      | 9      | 13     | 13     | 13     | 4      | 11     | 18     | 8          | 87                   |           |
| 6    | Italia Gabrio Zandona Andrea Trani                | 10     | 4      | 7      | 7      | 2      | 21     | 19     | 6      | 29     | 5      | 10         | 91                   |           |
| 7    | Giappone Tetsuya Matsunaga Taro Ueno              | 1      | 20     | 24     | 13     | 10     | 14     | 1      | 9      | 21     | 4      | 4          | 97                   |           |
| 8    | Portogallo Alvaro Marinho Miguel Nunes            | 2      | 8      | 15     | 6      | 11     | 7      | 9      | OCS    | 10     | 15     | 20         | 103                  |           |
| 9    | Croazia Šime Fantela Igor Marenić                 | 18     | 6      | 9      | OCS    | 12     | 17     | 6      | 7      | 15     | 1      | 16         | 107                  |           |
| 10   | Argentina Javier Conte Juan Maria de la Fuente    | 14     | 14     | 4      | 11     | 19     | 9      | 7      | OCS    | 5      | 9      | 18         | 110                  |           |
| 11   | Nuova Zelanda Carl Evans Peter Burling            | 7      | 10     | 14     | 12     | BFD    | 10     | 22     | 12     | 1      | 7      | -          | 95                   |           |
| 12   | Grecia Andreas Kosmatopoulos Andreas Papadopoulos | 5      | 26     | 11     | 8      | 5      | 5      | 18     | 3      | 20     | 29     | -          | 101                  |           |
| 13   | Stati Uniti Stuart Mcnay Graham Biehl             | 26     | 12     | OCS    | 17     | 15     | 1      | 4      | 1      | 6      | 23     | -          | 105                  |           |
| 14   | Israele Gideon Kliger Udi Gal                     | 13     | 16     | 13     | 14     | BFD    | 11     | 15     | 2      | 12     | 12     | -          | 108                  |           |
| 15   | Svezia Anton Dahlberg Sebastian Ostling           | 16     | 18     | 2      | 5      | BFD    | 20     | 17     | 13     | 14     | 6      | -          | 111`                 |           |
| 16   | Irlanda Ger Owens Philip Lawton                   | 22     | 1      | 17     | 15     | 1      | 25     | 21     | 15     | 13     | 24     | -          | 129                  |           |
| 17   | Brasile Fábio Silva Samuel Albrecht               | 9      | OCS    | 10     | 18     | 4      | OCS    | 16     | 10     | 24     | 13     | -          | 134                  |           |
| 18   | Slovenia Karlo Hmeljak Mitja Nevecny              | 3      | 11     | 19     | 10     | 18     | OCS    | 25     | 20     | 25     | 8      | -          | align="center" \|139 |           |
| 19   | Polonia Patryk Piasecki Kacper Zieminski          | 20     | 9      | 20     | 23     | 17     | 16     | 8      | 24     | 23     | 15     | -          | 151                  |           |
| 20   | Russia Mikhail Sheremetyev Maxim Sheremetyev      | 27     | 21     | 22     | 21     | 24     | 12     | 11     | 11     | 18     | 17     | -          | 157                  |           |
| 21   | Bielorussia Sergei Desukevich Pavel Logunov       | 29     | 27     | 16     | 26     | 16     | 2      | 12     | 17     | 16     | 27     | -          | 159                  |           |
| 22   | Singapore Yuan Zhen Xu Terence Koh                | 15     | 17     | 18     | 19     | BFD    | 8      | 10     | 19     | 27     | 26     | -          | 159                  |           |
| 23   | Svizzera Tobias Etter Felix Steiger               | 21     | 23     | 5      | 25     | 7      | OCS    | 27     | 26     | 9      | 19     | -          | 162                  |           |
| 24   | Austria Matthias Schmid Florian Reichstaedter     | 24     | 19     | 25     | 24     | 14     | 24     | 24     | 5      | 19     | 11     | -          | 164                  |           |
| 25   | Corea del Sud Cheul Yoon Hyeongtae Kim            | 17     | 24     | 21     | 27     | 20     | 3      | 23     | 25     | 22     | 25     | -          | 180                  |           |
| 26   | Cina Weidong Wang Daokun Deng                     | 12     | DSQ    | 23     | 16     | 21     | 26     | OCS    | 22     | 8      | 28     | -          | 186                  |           |
| 27   | Finlandia Niklas Lindgren Heikki Elomaa           | 28     | 22     | 27     | DSQ    | 25     | 19     | 14     | 23     | 17     | 21     | -          | 196                  |           |
| 28   | Turchia Deniz Cinar Ates Cinar                    | 23     | 13     | 26     | 22     | 22     | 23     | 26     | 21     | 28     | 22     | -          | 198                  |           |
| 29   | Canada Stephane Locas Oliver Bone                 | 25     | 25     | OCS    | 20     | 23     | 22     | OCS    | 18     | 26     | 16     | -          | 205                  |           |

Legenda abbreviazioni
DSQ = Squalificato
DNF = Non terminata
DNS = Non partito
OCS = Rimasto sulla linea di partenza
CAN = Regata cancellata